# Thud!
Thud! är en bok av Terry Pratchett i serien Skivvärlden, som behandlar en period av etnisk spänning mellan dvärgar och troll i Ankh-Morpork i samband med årsdagen av ett historiskt fältslag med stor rasmytologisk betydelse, samt hur ett inbördeskrig trots detta undviks. Namnet har boken fått efter ett fiktivt brädspel där den ena spelaren hanterar ett antal dvärg-pjäser och den andra spelaren troll-pjäser. 